# Brigitte Macchi
Brigitte Macchi est une tireuse sportive française.

## Palmarès
Brigitte Macchi a remporté les épreuves Witworth (original) et Walkyrie (original) aux championnats du monde MLAIC organisés en 2004 à Batesville  aux États-Unis.